# La Vegueta
La Vegueta is een plaats in de gemeente Tinajo op het Spaanse eiland Lanzarote. Het dorp telt 509 inwoners (2007). Direct ten noorden ligt het gehucht Yuco, dat 200 inwoners telt. La Vegueta en Yuco worden meestal als een geheel beschouwd met in totaal 709 inwoners (2007).
La Vegueta en Yuco liggen 2 km ten oosten van het dorp Tinajo aan de LZ-46.